# Ричленд (Пенсільванія)
Ричленд (англ. Richland) — місто (англ. borough) в США, в окрузі Лебанон штату Пенсільванія. Населення — 1496 осіб (2020).

## Географія
Ричленд розташований за координатами 40°21′27″ пн. ш. 76°15′25″ зх. д. / 40.35750° пн. ш. 76.25694° зх. д. (40.357388, -76.256846).  За даними Бюро перепису населення США в 2010 році місто мало площу 3,59 км², уся площа — суходіл.

## Демографія
Згідно з переписом 2010 року, у селищі мешкало 1519 осіб у 607 домогосподарствах у складі 427 родин. Густота населення становила 423 особи/км².  Було 624 помешкання (174/км²).
Расовий склад населення:
| - 97,3 % — білих - 0,3 % — чорних або афроамериканців - 0,1 % — корінних американців - 0,1 % — азіатів - 1,3 % — осіб інших рас |

До двох чи більше рас належало 0,9 %. Частка іспаномовних становила 3,0 % від усіх жителів.
За віковим діапазоном населення розподілялося таким чином: 23,3 % — особи молодші 18 років, 61,3 % — особи у віці 18—64 років, 15,4 % — особи у віці 65 років та старші. Медіана віку мешканця становила 39,4 року. На 100 осіб жіночої статі у селищі припадало 102,8 чоловіків;  на 100 жінок у віці від 18 років та старших — 97,1 чоловіків також старших 18 років.
Середній дохід на одне домашнє господарство  становив 65 107 доларів США (медіана — 56 424), а середній дохід на одну сім'ю — 72 466 доларів (медіана — 61 827). Медіана доходів становила 43 810 доларів для чоловіків та 40 217 доларів для жінок. За межею бідності перебувало 9,1 % осіб, у тому числі 16,8 % дітей у віці до 18 років та 3,8 % осіб у віці 65 років та старших.
Цивільне працевлаштоване населення становило 923 особи. Основні галузі зайнятості: виробництво — 27,0 %, освіта, охорона здоров'я та соціальна допомога — 22,5 %, роздрібна торгівля — 12,6 %, будівництво — 7,6 %.